# Ferganastegos callovicus
Ferganastegos callovicus ("techo del valle de Fergana, del Calloviano") es la única una especie conocida del género dudoso  extinto Ferganastegos  de dinosaurio ornitisquio estegosáurido que vivió hace 162 millones de años en el Calloviense a mediados del Jurásico, en lo que es hoy Asia.  Sus restos provienen de la Formación Balabansai del Valle de Fergana en Kirguistán datada en el Jurásico Medio, en la etapa Calloviense. El espécimen holotipo de Ferganastegos callovicus, IGB 001, consiste de cuatro vértebras dorsales posteriores. Aunque Averianov y colaboradores no consideraron que las vértebras fueran lo suficientemente diagnósticas para asignarlas a un género, el aficionado ruso a los dinosaurios Roman Ulansky decidió que las diferencias entre IGB 001 y otros estegosaurios eran suficientes como para erigir un nombre binomial para IGB 001, Ferganastegos callovicus, que se traduciría como "techo del valle de Fergana, del Calloviano", a pesar del hecho de que él mismo no examinó el material. Otros investigadores aún sostienen que el material no es de diagnóstico y que el género es un nomen dubium.